# Andreas Lindemann
Pour les articles homonymes, voir Lindemann.
Andreas Lindemann, né le 18 octobre 1943 à Leer, en Basse-Saxe, est un théologien protestant et bibliste allemand, président de la Studiorum Novi Testamenti Societas en 2009.

## Biographie
Andreas Lindemann étudie la théologie protestante aux universités de Tübingen et  de Göttingen, où il est l'assistant de Hans Conzelmann jusqu’en 1978. Titulaire d'un doctorat en 1975 et d'une habilitation universitaire en 1977 à Göttingen, il est influencé par la pensée de Conzelmann, lui-même disciple de Rudolf Bultmann.
De 1978 jusqu'à sa retraite académique en 2009, il est professeur de Nouveau Testament à la Kirchliche Hochschule Bethel (de) de Bielefeld. Depuis 2007, il est directeur de l'Evangelische Forschungsakademie. Il est élu en 2008 membre correspondant de l'Académie des sciences de Göttingen. Il est président de la Studiorum Novi Testamenti Societas en 2009.
Il fait partie de la commission d’experts du Nouveau Testament lors de la révision de la Bible de Luther, en 2017.
Parmi ses domaines de recherche, on peut citer l'œuvre de l'apôtre Paul et l'historicité de la résurrection de Jésus.

## Publications
En français
- Avec Hans Conzelmann, Guide pour l'étude du Nouveau Testament, Labor et Fides, 1999  (ISBN 2-8309-0943-7)

En allemand
- Paulus im ältesten Christentum. Das Bild des Apostels und die Rezeption der paulinischen Theologie in der frühchristlichen Literatur bis Marcion (= Beiträge zur Historischen Theologie; 58). J.C.B. Mohr (Paul Siebeck). Tübingen 1979.
- (mit Henning Paulsen): Die Apostolischen Väter. Griechisch-deutsche Parallelausgabe auf der Grundlage der Ausgaben von Franz Xaver Funk/Karl Bihlmeyer und Molly Whittacker. mit Übersetzungen von Martin Dibelius und D.-A. Koch, neu übersetzt und herausgegeben von Andreas Lindemann und Henning Paulsen. J.C.B. Mohr (Paul Siebeck) Tübingen 1992.  (ISBN 978-3-16-145887-3).
- Paulus, Apostel und Lehrer der Kirche. Studien zu Paulus und zum frühen Paulusverständnis. Mohr Siebeck, Tübingen 1999.  (ISBN 978-3-16-147189-6).
- Der Erste Korintherbrief (= Handbuch zum Neuen Testament 9/1). Mohr Siebeck, Tübingen 2000.  (ISBN 978-3-16-147473-6).
- Die Evangelien und die Apostelgeschichte. Studien zu ihrer Theologie und zu ihrer Geschichte (= Wissenschaftliche Untersuchungen zum Neuen Testament; 241). Mohr Siebeck, Tübingen 2009.  (ISBN 978-3-16-150041-1).
- Glauben, Handeln, Verstehen. Studien zur Auslegung des Neuen Testaments. Band II (= Wissenschaftliche Untersuchungen zum Neuen Testament; 282), Mohr Siebeck, Tübingen 2011.  (ISBN 978-3-16-151683-2).